# رمز تكتيكي

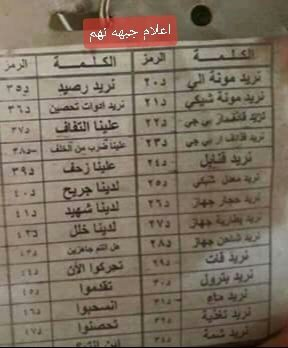
جدول رموز تكتيكية حوثية تم إكتشافها خلال معركة نهم اليمنية في يناير 2020

تميل وحدات الشرطة في الولايات المتحدة إلى استخدام رمز تكتيكي (أو نداء تكتيكي ) يتكون من حرف من أبجدية الراديو للشرطة متبوعًا برقم واحد أو اثنين. على سبيل المثال، قد يُعرف الرمز «ماري وان» لرئيس قسم القتل في المدينة. ويتم تعيين إشارات نداء رسمية للأنظمة الراديوية للشرطة وإدارة الإطفاء . ومن الأمثلة على ذلك KQY672 و KYX556. وعادة ما يتم الإعلان عن رموز نداءات المقر الرسمية كل ساعة على الأقل، بواسطة كود مورس .
ويستخدم جيش الولايات المتحدة رموز تكتيكية تتغير يوميًا وهي تتكون عادةً من بادئات (حرف - رقم - حرف) لتحدد وحدة عسكرية، تليها لاحقة أرقام تحدد دور الشخص الذي يستخدم علامة النداء.